# Tarsiiformes
De Tarsiiformes zijn een infraorde uit de orde primaten (Primates). De wetenschappelijke naam van de infraorde werd in 1915 gepubliceerd door William King Gregory. De infraorde omvat naast de familie Tarsiidae, waar de spookdiertjes bij horen, ook de fossiele families Omomyidae en Archicebidae omvat. Vertegenwoordigers van de Omomyidae leefden van het laat-Paleoceen tot het vroeg-Mioceen. Zij kwamen voor in Noord-Amerika, Europa, Azië en Noord-Afrika. Er zijn minstens 140 soorten Tarsiiformes bekend, waarvan de meeste bij de Omomyidae horen. De enige bekende fossielen uit de familie Tarsiidae, de moderne vormen uitgezonderd, zijn Xantorhysis uit het midden-Eoceen van China, Tarsius eocaenus en Tarsius thailandicus. Het is twijfelachtig of Afrotarsius bij de Tarsiidae hoort.

## Taxonomie
Deze infraorde bestaat uit één levende familie: de spookdiertjes (Tarsiidae), met 14 verschillende levende soorten.
- Infraorde: Tarsiiformes (14 soorten)
  - Familie: Archicebidae †
    - 
      -  Geslacht: Archicebus †

  - Familie: Omomyninae †
    -       -  Geslacht: Altanius †

    - Onderfamilie: Anaptomorphinae †
      - Geslacht: Aycrossia †
      - Geslacht: Baataromomys †
      - Geslacht: Ekgmowechashala †
      - Geslacht: Gazinius †
      -  Geslacht: Kohatius †

    - Onderfamilie: Microchoerinae †
      - Geslacht: Indusius †
      - Geslacht: Melaneremia †
      - Geslacht: Microchoerus †
      - Geslacht: Nannopithex †
      - Geslacht: Necrolemur †
      - Geslacht: Paraloris †
      -  Geslacht: Pseudoloris †

    - Onderfamilie: Omomyninae †
      -  Geslacht: Strigorhysis †

    -  Onderfamilie: Tarkadectinaa †
      - Geslacht: Teilhardina †
      - Geslacht: Vastanomys †
      -  Geslacht: Yaquius †

  -  Familie: Tarsiidae (Spookdiertjes) (14 soorten)
    - 
      - 
        - Soort: Tarsius eocaenus †
        -  Soort: Tarsius thailandicus †

      - Geslacht: Carlito (1 soort)
        -  Soort: Carlito syrichta (Filipijns spookdier)
          - Ondersoort: Carlito syrichta carbonarius
          - Ondersoort: Carlito syrichta fraterculus
          -  Ondersoort: Carlito syrichta syrichta

      - Geslacht: Cephalopachus (1 soort)
        -  Soort: Cephalopachus bancanus (Soendaspookdier)
          - Ondersoort: Cephalopachus bancanus bancanus
          - Ondersoort: Cephalopachus bancanus borneanus
          - Ondersoort: Cephalopachus bancanus natunensis
          -  Ondersoort: Cephalopachus bancanus saltator

      - Geslacht: Tarsius (Celebesspookdieren) (12 soorten)
        - Soort: Tarsius dentatus (Noordelijk Celebesspookdier)
        - Soort: Tarsius fuscus
        - Soort: Tarsius lariang
        - Soort: Tarsius niemitzi
        - Soort: Tarsius pelengensis (Pelengspookdier)
        - Soort: Tarsius pumilus (Dwergspookdier)
        - Soort: Tarsius sangirensis (Sangihespookdier)
        - Soort: Tarsius spectrumgurskyae
        - Soort: Tarsius supriatnai
        - Soort: Tarsius tarsier (Celebesspookdier)
        - Soort: Tarsius tumpara
        -  Soort: Tarsius wallacei

      -  Geslacht: Xantorhysis †